# Сьерра, Сантьяго
Сантьяго Сьерра (исп. Santiago Sierra; р. 1966) — современный испанский художник. До 1995 года жил на родине, в Испании. С 1995 года — в Мехико (Мексика).

## Творчество
- Неоднозначная с этической точки зрения художественная практика Сантьяго Сьерра включает минималистскую скульптуру, концептуальную фотографию, перформансы. Художника интересует исследование ограничений, принятых в современном обществе.
- Сантьяго Сьерра сосредоточился на разработке и документации акций и перформансов. Формально продолжая традиции минимализма, лэнд-арта, арте повера и перформансов 1960-1970-х годов, все работы Сьерра имеют критические аспекты, касающиеся социальных и физических проблем людей в современном мире. Его интересуют такие вопросы как физическая работа, здоровье, национальное и социальное происхождение, изучение различных политических и экономических систем и их влияние на отдельных людей.
- Из-за эфемерной природы своих акций, Сьерра документирует работы с помощью видео и фотосъемки.
- Художник, например, предложил добровольцам незначительное вознаграждение, если они согласятся сделать татуировку на своей спине, указывая на тот факт, что люди в странах третьего мира готовы пожертвовать своим здоровьем за минимальную сумму денег.
- В целях повышения осведомленности о бесчеловечных условиях работы и оплаты труда нелегальных иностранных рабочих в различных странах, Сьерра нанял нелегалов для перемещения бетонных блоков весом 2 тонны каждый без какой-либо цели. Их работа была оплачена по минимальным ставкам.
- Перформанс Сьерры в KUNST-WERKEN близок акции, которую он провел в Гватемала-сити в 1999. Восемь нелегальных рабочих были наняты сидеть в картонных ящиках на протяжении всей выставки. Формально белое пространство галереи создало сильный контраст с грубо сделанными коробками. С точки зрения содержания коробки отсылали к трущобам, двойственному положению нелегальных рабочих в Гватемале. Хорошо заметные в повседневной жизни, из-за отсутствия правового статуса они являются «невидимыми» членами общества.
- В 2001 году на Венецианской биеннале Сантьяго Сьерра пригласил 200 человек (из Африки, Азии и Восточной Европы) с темными волосами принять участие в акции в первый день работы выставки. Иммигрантам осветлили волосы, чтобы предложить зрителям поразмыслить над двусмысленностью концепции индивидуальности и непохожести .
- В 2006 году Сьерра вызвал возмущение еврейской общины в Германии инсталляцией «245 cubic metres» в бывшей синагоге. Художник припарковал шесть машин снаружи здания и соединил их выхлопные трубы с внутренним выставочным пространством при помощи пластиковых трубок. Помещение наполнилось ядовитым газом. Посетители приглашались вовнутрь по одному в противогазах в сопровождении пожарника. Сьерра сказал, что инсталляция — протест против «банализации Холокоста».
- В 2007 году художник спровоцировал шумиху своей инсталляцией «21 Anthropometric Modules Made of Human Faeces by the People of Sulabh International, India, 2005—2006» в лондонской Lisson Gallery. 21 блок экскрементов, каждый размером 215 x 75 x 20 см, был собран в Нью-Дели и Джайпуре. Работники Sulabh International в Индии — люди из касты «неприкасаемых», которым приходится осуществлять физически и психологически неприятную работу. В этой выставке можно увидеть как желание художника привлечь внимание к эксплуатации группы людей, которым нужна рука помощи, так и стремление получить внимание средств массовой информации.
- Сьерра также интересуется вопросами загрязнения окружающей среды. При этом его произведения неэкологичны насколько это возможно. В инсталляции «For Black Vehicles with the Engine Running inside» (2007) выхлопные газы машин, находящихся в выставочно пространстве, выбрасывались через трубки в окружающую атмосферу.

## Образование
- 1989 BA in Fine Arts, Universidad Complutense, Мадрид
- 1989—1991 Hochschule für Bildende Künste, Гамбург
- 1995—1997 Escuela de San Carlos, Universidad Autonoma de Mexico, Мехико

## Персональные выставки
- 2009 Los Penetrados — Galeria Helga de Alvear, Мадрид
- 2008 Santiago Sierra — Galeria Helga de Alvear, Мадрид
- 2007 Santiago Sierra, Lisson Gallery, Лондон
- 2006 Galerie Peter Kilchmann, Цюрих
- 2006 CAC Centro de Arte Contemporáneo Malága, Малага
- 2005 Una persona — Galleria Civica di Arte Contemporanea, Тренто (Италия)
- 2005 Haus im Schlamm — Kestner Gesellschaft Hannover, Ганновер
- 2004 120 Hours Uninterrupted Reading of a Telephone Directory — Galeria Helga de Alvear, Мадрид
- 2004 Santiago Sierra,Lisson Gallery, Лондон
- 2004 Fotografien — NRW-Forum Kultur und Wirtschaft, Дюссельдорф
- 2004 Galerie Peter Kilchmann, Цюрих
- 2004 300 Tonnen — 300 tons — Kunsthaus Bregenz, Bregenz
- 2004 CAC — Centre d´art contemporain de Brétigny, Brétigny s/Orge
- 2003 100 Personas escondidas — Galeria Helga de Alvear, Мадрид
- 2002 Santiago Sierra — Museumsquartier, Вена
- 2002 Santiago Sierra — Deitch Projects, Нью-Йорк
- 2002 NEW PHOTOGRAPHS AND VIDEO WORKS — Galerie Peter Kilchmann, Цюрих
- 2002 Galerie Carlier | Gebauer, Берлин
- 2002 Claudio Poleschi Arte Contemporanea, Лукка (Италия)
- 2002 Santiago Sierra — Ikon Gallery, Бирмингем (Великобритания)
- 2000 Kunst-Werke Berlin e.V. — KW Institute for Contemporary Art, Берлин
- 2000 Person Remunerated for a Period of 360 Consecutive Hours — P.S.1 Contemporary Art Center, Long Island

## Публичные коллекции
- Kiasma — Museum of Contemporary Art, Хельсинки
- Daimler Contemporary, Берлин
- Sammlung Boros, Берлин
- MACI Museo Arte Contemporanea Isernia, Изерния (Испания)
- Cal Cego — Colleccion de Arte Contemporaneo, Барселона
- Musac — Museo de Arte Contemporáneo de Castilla y León, Леон
- CAC Centro de Arte Contemporáneo Malága, Малага
- Patio Herreriano — Museo de Arte Contemporáneo Español, Вальядолид
- Fundación NMAC — Montenmedio Arte Contemporáneo, Vejer de la Frontera, Кадис
- ARTIUM Centro-Museo Vasco de Arte Contemporáneo, Vitoria-Gasteiz
- Daros Latinamerica, Цюрих
- Галерея Тейт, Лондон